# Museo Etnológico de Enguera
El Museo Etnológico de Enguera es un museo de temática etnológica que está ubicado en la Casa de Cultura de Enguera, localidad de la comarca de la Canal de Navarrés, de la Comunidad Valenciana. El museo plasma la esencia y la cultura de Enguera.

## Historia
La evolución de la vida en el mundo rural lleva como contrapartida una serie de cambios en la economía, en la sociedad y en la cultura de estos municipios, lo que hace que en muchas de estas localidades surja una preocupación por el olvido y la pérdida de estas formas de vida tanto en lo que respecta a los oficios tradicionales del mundo rural como a la forma de concebir la convivencia rural. Así, en Enguera, se inició una serie de acciones encaminadas a la preservación de la memoria de su pasado más reciente para mantener su identidad de comunidad. El Museo Etnológico de Enguera nace de esta idea. En principio el Museo es una sección del Museo de Arqueología.
La colección permanente del Museo, enfocada como un diálogo, trata además de guiar a los visitantes entre los objetos de la colección, mantener una conversación en la que la propia colección se vea enriquecida o aquilatada con el intercambio de pareceres y conocimientos. De esta manera en el museo se trata de recopilar las costumbres y saberes orales incorporando objetos de la vida cotidiana que enriquecen la colección, contando para ello con la colaboración de los vecinos de la localidad.
La Colección Museográfica que dio lugar al actual Museo Etnológico de Enguera, fue reconocida como museo en el año 2000, por la Resolución de 27 de octubre de 2000, por la que el conseller de Cultura y Educación, reconoció la colección museográfica permanente Casa de la Cultura de Enguera como museo de la Comunidad Valenciana. [2000/M9005], a los efectos establecidos en la Ley 4/1998, de 11 de junio, de la Generalitat Valenciana, del Patrimonio Cultural Valenciano, y la Orden de 6 de febrero de 1991 de la Conselleria de Cultura, Educación y Ciencia.
Como ya hemos indicado este museo es dependiente del Museo Arqueológico Municipal, al igual que otras colecciones museográficas como: "Museo industrial: Enguera Villa Industrial" "Colección Museográfica, Enguera y su pasado agropecuario" "Archivo fotográfico"; y todas ellas se encuentran localizadas en la Casa de la Cultura, sita en la Plaza Manuel Tolsá en Enguera.
El Museo forma parte de la Red de Museos Etnológicos Locales de la Diputación de Valencia, coordinada por el Museo Valenciano de Etnología.

## Descripción
El Museo se ubica en la Casa de la Cultura de la localidad que está ubicada a su vez en un edificio que en su momento formó parte de un convento de carmelitas, pero fue desamortizado en 1836 pasando a ser de uso público. A lo largo de la historia el edificio se ha utilizado para diversos usos: juzgado, prisión, escuelas o cuartel de la guardia civil. Este edificio es de considerables dimensiones y cuenta con un claustro interior en el que se combinan cristal y ladrillo, y ha sufrido deiversas remodelaciones y restauraciones como la que tuvo lugar en 1985. En este edificio también podemos encontrar la biblioteca y el Archivo Municipal,y puede considerarse como eje de la vida cultural de Enguera, ya que además de todas las instituciones que acoge, en ella también se realizan conferencias, cursos, intercambios, reuniones y todo tipo de asambleas.
Para el Museo Etnológico, se ha recreado una casa de la Enguera del tránsito de los siglos XIX al XX, distribuida como una vivienda de la tipología denominada «a dos manos»: un pasillo central por el que se accede a la cuadra, situada al fondo de la vivienda y habitaciones a ambos lados del pasillo. En la casa se recrean varios ambientes: habitaciones, comedor, alacena, cocina, etc.
El Museo también organiza talleres al aire libre aprovechando la reconstrucción de una casa ibérica realizada en el paraje natural municipal La Umbría-La Plana, contiguo al casco urbano, además el Museo edita o colabora en publicaciones que abarcan los ámbitos temáticos que le conciernen.
Los espacios de la casa típica en la que se expone la colección permanente del museo son:
- Comedor: Presenta los típicos muebles de comedor fácilmente identificables por el gusto por las líneas curvas y la presencia de volutas como principal motivo decorativo. También podemos ver maceteros de madera, con reminiscencias modernistas. Destaca en la sala el Cuadro de Alegre Cremades, realizado en su etapa de formación académica, como un ejercicio de su formación. Hay que mencionar el suelo de la habitación, realizado en tabla de madera maciza, en el que se alterna un esquema compositivo geométrico, se combinan bandas rectangulares paralelas con casetones cuadrangulares.[15]

- Escalera de acceso a piso superior y zona de trabajo: Nos abre a un ambiente que recrea una escalera, de bóveda tabicada y con una huella acabada con ladrillo de barro o bizcochado, con una barandilla en la que en cada escalón se empotran dos barrotes de forja sobre los que se fija un pasamano de madera. Ésta da acceso a un piso superior y una zona de trabajo/estudio aprovechando las dimensiones del hueco de la escalera. Este espacio lo ocupa una mesa de escritorio con traba, sobre la que se pueden ver varios documentos de principios del  siglo  XX, con sillón de despacho, realizado en madera, de líneas muy puras. También puede verse un aparador de madera, con dos puertas batientes, cada una tiene un pequeño panel de madera en la zona inferior y el resto lo completa un cristal transparente, en su interior se guarda una colección de libros de finales del siglo XIX y principios del XX. Otros elementos a destacar son una alfombra de esparto, unas sillas modernistas y diplomas de época de Alfonso XIII y de la Segunda República.[15]

- Dormitorio: en esta sala se puede ver una típica y sobria habitación de una casa rural de la época. Destaca la lámpara de techo de la habitación, de estilo modernista, en la que se combinan piezas metálicas decoradas con la técnica del estampado de láminas de metal. Además presenta unas elegantes tulipas, también realizadas a molde y de cristal traslúcido. También destaca el acabado del pavimento de la habitación, realizado con un mortero y acabado con una capa de pintura, siendo el rojo oscuro el que tradicionalmente se ha empleado en los hogares enguerinos.[15]

- Cuadra: espacio imprescindible en las casas de los agricultores, para albergar a los animales empleados en las tareas agrícolas y servir como un pequeño almacén de las herramientas y aperos empleados en dichas faenas. El suelo solía ser de tierra o de obra y se encontraba recubierto de paja en la zona en la que se encerraban los animales, espacio en el que destaca el pesebre, con alfalfa, paja, un poco de grano y una piedra de sal. En la cuadra pueden verse aperos como un arado, varias rejas, o un trillo. También se exponen herramientas variadas, relacionadas con distintas tareas del ciclo agrícola, como hoces, podones, hachas, cedazos, etc.[15]

- Cocina: en ella hay una gran chimenea, en la que en un lateral hay un horno para cocer el pan, y con escopeta de llaves, colocada en el frontal de la chimenea, una pieza singular datada en el primer tercio de siglo XX; la cocina se empleaba tanto para la actividad cotidiana de cocinar, como para extender los embutidos, con la intención de facilitar su secado y favorecer su conservación. También hay una típica alacena, destinada a la conservación de parte del ajuar de la cocina. La cocina se completa con un banco o poyo corrido empleado tanto como asiento como lugar para dormir. El suelo es un ladrillo de barro macizo, con decoración impresa. La combinación de los mismos da lugar a un vistoso efecto óptico.[15]

- Oficina: En ella se pueden ver objetos procedentes de la antigua fábrica de tejidos: Piqueras y Marín S.A.[15]

Además dentro de la exposición permanente del museo se pueden observar ciertos objetos de cierta singularidad, casi todos obtenidos de las extintas industrias artesanas que había en la localidad, y en su gran mayoría de la empresa de tejidos Piqueras Marín S.A.:
Objetos curiosos del museo
1. Estuche para gafas, de cartón de cos cuerpos, el más grande tiene dos partes de diferente color (una de color negro y otra de color azul sobre la que puede leerse en tinta negra a plumilla "Ciges"; y la parte más pequeña que encaja con la anterior y las gafas que se guardan en él. Éstas son de un modelo bastante difundido en la transición del siglo XIX al XX.[16]
2. Plancha pirograbadora, este curioso objeto fue de uso cotidiano en la fábrica de tejidos: Piqueras y Marín S.A.; se utilizaba en los últimos procesos de la producción de esta fábrica, y servía para marcar las cajas de madera los precios de los tejidos contenidos en ellas.[16]Consiste en una plancha de mano, con mango aislante de madera y un asa metálica (de latón) que se une al cuerpo. La leyenda que imprimía es: PIQUERAS Y MARIN/PRECIO VENTA AL PUBLICO/Pts.... Mt.[16]
3. “Cartonás”: Estas cartonadas proceden de la sección de tejidos de la fábrica de tejidos: Piqueras y Marín S.A. Pueden tener diversos formatos, las expuestas en el museo son unos rollos continuos, de cartón, que aparecen con unas perforaciones de forma circular y contienen el esquema decorativo del tejido. Durante el tisaje, éste, se representa sobre el paño que se está tejiendo. Estas perforaciones permiten que las “cartonás” avancen por el telar a un ritmo adecuado para el correcto acabado del tejido.[16]
4. Voltímetro: instrumento que se empleaba para medir los potenciales eléctricos, pese a ser de uso muy corriente lo que llama la atención es su diseño, de aspecto circular, con cuerpo o chasis  metálico y  dos aberturas o ventanillas en su frontal. En la abertura de mayor aparece una escala graduada, del cero al 250, cuyas unidades de medida son los voltios. En la menor se lee una cartela con la palabra: “voltios” y el nombre del fabricante. Presenta otra inscripción, en la superficie metálica del frontal, indicando que se trata de un voltímetro. En sus laterales del voltímetro, más o menos hacia la mitad de su circunferencia, tiene dos perforaciones para fijar el instrumento.[16]
5. Urdidor seccional o escocés: máquina utilizada para preparar plegadores de urdimbre, para su posterior utilización en la operación de tisaje o tejido. La urdimbre, una vez colocada en el telar, al entrecruzarse con los hilos de la trama y el aportado por la lanzadera, forman el tejido. El urdidor de la exposición corresponde a uno de los tres modelos de urdidores mecánicos empleados en las empresas textiles de la zona. Este tipo seccional o escocés, consta de una fileta de bobinas, un tambor y una unidad plegadora. Los hilos de las bobinas de la fileta se enrollan sobre el tambor agrupados en forma de faja o sección. Con la faja ya concluida se procede a su plegado para enviarla el tisaje.[16]
6. Canillera: máquina integrada por varios ejes, que gracias a su movimiento de rotación produce el devanado o enrollado del hilo en una canilla. Esta máquina se realizó en madera y en metal. El chasis o armazón se realizó en madera y las piezas más expuestas al desgaste, en metal. En Enguera las canilleras recibían el nombre coloquial de “churreras”.[16]
7. Tambor o bote de carda: La carda es una máquina que tiene como función conseguir que las fibras de la lana se ordenen y se homogeneicen, separando  las fibras y logrando que éstas se dispongan paralelamente entre sí. Cuando la lana sale de la carda se convierte en una cinta que se enrolla en un tambor o bote. Para la hilatura de la lana se emplean tres tipos de carda: la emborradora (que tiene tres cilindros que giran con velocidades y sentidos distintos, ofreciendo una mecha homogénea), la repasadora (que recibe el producto de la anterios y perfecciona la mecha) y la mechera o imprimadora (de la que sale una mecha más fina al sufrir un proceso de torsión). De la carda mechera salen las bobinas listas para ser hiladas.
8. Sirena: organizadora de los tiempos y tareas de la población de Enguera. Con ella se marcaban las entradas y salidas de la factoría y, de forma colateral, los ritmos domésticos de la población. El modelo del museo está construido en Suecia en el periodo de “entre guerras”, tiene una potencia de 2 H.p. y funcionaba a 220 voltios. Durante la guerra civil se instaló en el campanario de la iglesia parroquial con la intención de avisar a la población de posibles incursiones aéreas de la aviación nacional. Los relatos indican que durante este periodo únicamente dio la alarma en una ocasión, el 12 de febrero de 1939, cuando una escuadrilla de cinco aviones italianos S-79 bombardeó la vecina población de Játiva.[16]
9. Muestra: la expuesta formó parte del catálogo de productos de la fábrica de tejidos: Piqueras y Marín S.A. No puede olvidarse que la industria textil, en concreto la fabricación de mantas, fue un producto estrella en la economía de Enguera durante siglos y a mediados del siglo XX uno de los factores que más influían en sus ventas era el diseño. Las muestras recogen el número de pasadas, los colores y todas las características técnicas que son necesarias para la obtención del producto final.[16]
10. “Carrimoto”: motocarro, que era conocido popularmente en Enguera como “carrimoto”, y era utilizado para repartos de la mano de su antiguo propietario: Pedro Aparicio. El vehículo se caracteriza por: sus tres ruedas, una cabina con espacio disponible para dos personas y, en este caso concreto, por una caja abierta. Es un vehículo ligero y de unas dimensiones que le permitían acceder a cualquier rincón de la localidad, la cual presenta un urbanismo caracterizado por conservar su tortuoso trazado medieval.[16]
11. Centrifugadora: el objeto de la exposición es una centrifugadora para la extracción de la miel de los marcos.[16]
12. Sulfatadora: herramienta agrícola cuya función es la de impregnar o rociar los cultivos con distintos productos químicos. Es un pequeño depósito (llamado mochila, y que lleva integrada una bomba de mano accionada por una palanca, que al accionarla aumenta la presión en el interior del depósito y esto hace que por una pequeña manguera salga al exterior el líquido pulverizado al pasar por una boquilla que está al final de la manguera) que se transporta a espaldas del agricultor.[16]
13. Romana: típico instrumento empleado para pesar. Consta de las siguientes partes: el gancho (para sujetar la romana con una mano o colgarla en el caso de pesarse objetos voluminosos o excesivamente pesados para poder aguantarse con el pulso de una mano), sujeto en unos de los extremos del brazo, que se encuentra graduado y marca los distintos pesos que puede medir. Colgando del mismo extremo del que se sujeta el gancho pende un plato metálico, normalmente más profundo que ancho y otros ganchos de los que poder colgar el objeto a pesar, en el caso de que no se emplee el plato. La medida del peso se obtiene desplazando un contrapeso por el brazo graduado, determinándose el peso del objeto cuando el brazo se encuentra paralelo al plano del suelo y en perfecto equilibrio los dos extremos del mismo.[15]

La visita al museo está condicionada a concertar visita, no contando realmente con un horario establecido para la misma.